# Парк полярной звезды
Парк полярной звезды (нем. Nordsternpark) — одно из самых посещаемых достопримечательностей города Гельзенкирхен (Германия). Парк расположен на территории бывшей шахты Нордштерн. После закрытия шахты в 1993 году район был реконструирован и на его месте было построено общественное место отдыха.

## Описание парка
Парк полярной звезды — это истинное удовольствие для жителей и туристов. На его территории расположено огромное количество архитектурных сооружений, в том числе музеи и исторические памятники. В их число входят — здание Амфитеатра, находящееся близ канала Рейн-Херн. По сей день сохранена постройка шахты Нордштерна.

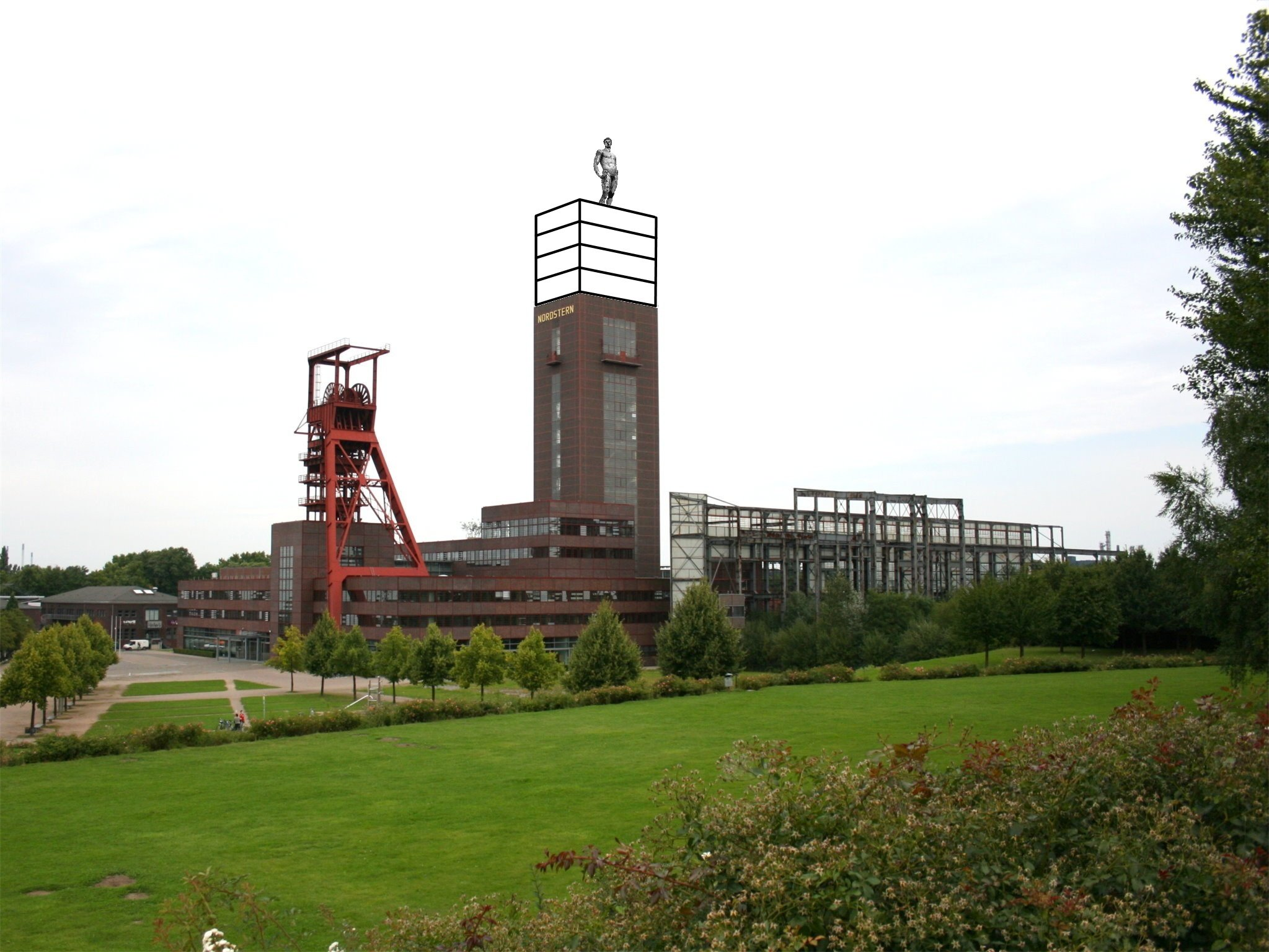
Отель на территории парка

Больше всего внимание привлекает гигантская функционирующая модель железной дороги и двойной дугообразный мост. Также на территории парка расположен отель с одноименным названием. Особенность парка — многообразие велосипедных и пешеходных маршрутов.

## Культура и досуг
На территории Парка полярной звезды ежегодно проходят общественные мероприятия: фестивали, концерты, выставки, соревнования и марафоны по различным видам спорта (самый популярный — велоспорт).
В знаменитом Амфитеатре, в основном весной и летом, проводятся такие мероприятия как: ночь повышенной промышленной культуры, рок-хард фестивали, кино под открытым небом, фестиваль Blackfield, а также концерты различных региональных, национальных и международных художников и групп.